# شرج الضرورة (المكلا)

تعديل مصدري - تعديل

شرج الضرورة هي إحدى قرى عزلة المكلا بمديرية المكلا التابعة لمحافظة حضرموت، بلغ تعداد سكانها 31 نسمة حسب تعداد اليمن لعام 2004.